# Audio Secrecy
Audio Secrecy è il terzo album in studio del gruppo musicale statunitense Stone Sour, pubblicato il 7 settembre 2010 dalla Roadrunner Records.

## Descrizione
Prodotto da Nick Raskulinecz, Audio Secrecy è stato anticipato dai singoli Mission Statement, reso disponibile gratuitamente sul sito ufficiale del gruppo il 10 giugno e pubblicato sull'iTunes Store qualche giorno più tardi, e Say You'll Haunt Me, pubblicato il 20 luglio dello stesso anno.
Il titolo dell'album è stato rivelato nel mese di maggio dal frontman Corey Taylor, il quale ha descritto l'album come «la somma di tutto ciò che volevamo, tutto ciò per cui abbiamo desiderato e lottato per realizzarlo. È metal e rock, lento e dolce ma anche pesante e veloce [...] e soprattutto è REALE». La copertina invece è stata rivelata agli inizi di luglio.

## Tracce
Testi e musiche di Stone Sour.
1. Audio Secrecy – 1:45
2. Mission Statement – 3:50
3. Digital (Did You Tell) – 4:00
4. Say You'll Haunt Me – 4:24
5. Dying – 3:01
6. Let's Be Honest – 3:44
7. Unfinished – 3:10
8. Hesitate – 4:16
9. Nylon 6/6 – 3:38
10. Miracles – 4:07
11. Pieces – 4:30
12. The Bitter End – 3:33
13. Imperfect – 4:22
14. Threadbare – 5:44

Traccia bonus nell'edizione giapponese
1. Hate Not Gone – 3:50

Edizione speciale
- CD

1. Hate Not Gone – 3:50
2. Anna – 3:29
3. Home Again – 3:53
4. Saturday Mourning – 3:15 – presente soltanto nell'iTunes Store tedesco[7]

- DVD

1. The Making of Audio Secrecy
2. Mission Statement (Live at the Download Festival, 2010) – 4:04
3. Made of Scars (Live at the Download Festival, 2010) – 4:27
4. Hell & Consequences (Live at the Download Festival, 2010) – 3:31

## Formazione
Gruppo
- Corey Taylor – voce
- James Root – chitarra
- Josh Rand – chitarra
- Shawn Economaki – basso
- Roy Mayorga – batteria

Altri musicisti
- Steven Blackie – arrangiamento strumenti ad arco (traccia 8)

## Classifiche
| Classifica (2010)          | Posizione massima |
| -------------------------- | ----------------- |
| Australia                  | 6                 |
| Austria                    | 5                 |
| Belgio (Fiandre)           | 28                |
| Belgio (Vallonia)          | 31                |
| Canada                     | 6                 |
| Finlandia                  | 23                |
| Francia                    | 29                |
| Germania                   | 3                 |
| Grecia                     | 24                |
| Italia                     | 89                |
| Nuova Zelanda              | 12                |
| Paesi Bassi                | 16                |
| Regno Unito                | 6                 |
| Regno Unito (rock & metal) | 1                 |
| Scozia                     | 8                 |
| Spagna                     | 94                |
| Stati Uniti                | 6                 |
| Stati Uniti (alternative)  | 2                 |
| Stati Uniti (digital)      | 5                 |
| Stati Uniti (hard rock)    | 2                 |
| Stati Uniti (rock)         | 2                 |
| Stati Uniti (tastemaker)   | 6                 |
| Svezia                     | 10                |
| Svizzera                   | 7                 |